# Liste von Apfelsorten/K
Erläuterungen und Quellen: Siehe Hauptartikel!
| Apfelsorte | Bild                                                                  | Kreuzung aus                                                          | Erstes Auftauchen                                                            | Anmerkungen                                                           | Quellen                                                                 |
| --- | --------------------------------------------------------------------- | --------------------------------------------------------------------- | ---------------------------------------------------------------------------- | --------------------------------------------------------------------- | ----------------------------------------------------------------------- |
| Kahls Gulderling |                                                                       |                                                                       |                                                                              | Benannt durch Richard Zorn.                                           | p (S. 430)                                                              |
| Kaighn |                                                                       |                                                                       |                                                                              |                                                                       |                                                                         |
| Kaiser Alexander (oder: Albertin, Alexander, Allerweltsapfel, Aporta Nalivia, Grand Alexandre, Korallenapfel) |                                                                       |                                                                       |                                                                              | Beschreibungen                                                        | a, d, f, g (S. 184), h (Nr. 273, S. 305), j, o                          |
| Kaiser Franz Joseph |                                                                       |                                                                       |                                                                              |                                                                       | f, h (Nr. 15, S. 18)                                                    |
| Kaiser Wilhelm | Siehe: Peter Broich                                                   | Siehe: Peter Broich                                                   | Siehe: Peter Broich                                                          | Siehe: Peter Broich                                                   | Siehe: Peter Broich                                                     |
| Kaiser-Calvill |                                                                       |                                                                       |                                                                              |                                                                       | h (Nr. 45, S. 50)                                                       |
| Kaiserapfel | Siehe: Geflammter Kardinal                                            | Siehe: Geflammter Kardinal                                            | Siehe: Geflammter Kardinal                                                   | Siehe: Geflammter Kardinal                                            | Siehe: Geflammter Kardinal                                              |
| Kaiserin Elisabeth |                                                                       |                                                                       |                                                                              |                                                                       | h (Nr. 3, S. 6)                                                         |
| Kaiserrenette | Siehe: Kanadarenette                                                  | Siehe: Kanadarenette                                                  | Siehe: Kanadarenette                                                         | Siehe: Kanadarenette                                                  | Siehe: Kanadarenette                                                    |
| Kalbfleischapfel |                                                                       |                                                                       |                                                                              | Hessische Lokalsorte 2019                                             |                                                                         |
| Kalco | Siehe: Carola                                                         | Siehe: Carola                                                         | Siehe: Carola                                                                | Siehe: Carola                                                         | Siehe: Carola                                                           |
| Kalei |                                                                       |                                                                       |                                                                              |                                                                       | a                                                                       |
| Kalifornischer Königsapfel |                                                                       |                                                                       |                                                                              |                                                                       | o                                                                       |
| Kalmar Glasäpple |                                                                       |                                                                       | 18. Jahrhundert in Schweden                                                  |                                                                       | c                                                                       |
| Kalmusapfel |                                                                       |                                                                       |                                                                              |                                                                       | p (S. 432)                                                              |
| Kalterer | Siehe: Kalterer Böhmer                                                | Siehe: Kalterer Böhmer                                                | Siehe: Kalterer Böhmer                                                       | Siehe: Kalterer Böhmer                                                | Siehe: Kalterer Böhmer                                                  |
| Kalterer Böhmer (oder: Apfel Aus Mantua, Kalterer, Mantuaner, Rosa Del Caldaro, Rosa Mantovano) |                                                                       |                                                                       |                                                                              |                                                                       | f, h (Nr. 204, S. 226), j, j, o, p (S. 433)                             |
| Kaltmanns Renette | Siehe: Celler Dickstiel                                               | Siehe: Celler Dickstiel                                               | Siehe: Celler Dickstiel                                                      | Siehe: Celler Dickstiel                                               | Siehe: Celler Dickstiel                                                 |
| Kalvil Ullenskii | Siehe: Kalvill Aus Oullins                                            | Siehe: Kalvill Aus Oullins                                            | Siehe: Kalvill Aus Oullins                                                   | Siehe: Kalvill Aus Oullins                                            | Siehe: Kalvill Aus Oullins                                              |
| Kalvill Aus Oullins (oder: Calville D'Oullins, Kalvil Ullenskii) |                                                                       |                                                                       | um 1850 in Oullins bei Lyon                                                  |                                                                       | f, g (S. 196), o                                                        |
| Kalvill Aus Sankt Sauveur (oder: Calville De Saint-Sauveur, Calville Saint-Sauveur, Kalvill Von Sankt Sauveur) |                                                                       |                                                                       |                                                                              |                                                                       | f, o, p (S. 198–201)                                                    |
| Kalvill Aus Uelzen (oder: Calville D'Ulzen) |                                                                       |                                                                       |                                                                              |                                                                       | f                                                                       |
| Kalvill Von Anjou (oder: Calvill Von Anjou) |                                                                       |                                                                       |                                                                              |                                                                       | h (Nr. 52, S. 57)                                                       |
| Kalvill Von Boskoop (oder: Calvill Von Boskoop) |                                                                       |                                                                       |                                                                              |                                                                       | h (Nr. 32, S. 36)                                                       |
| Kalvill Von Sankt Sauveur | Siehe: Kalvill Aus Sankt Sauveur                                      | Siehe: Kalvill Aus Sankt Sauveur                                      | Siehe: Kalvill Aus Sankt Sauveur                                             | Siehe: Kalvill Aus Sankt Sauveur                                      | Siehe: Kalvill Aus Sankt Sauveur                                        |
| Kalvillartige Renette |                                                                       |                                                                       |                                                                              |                                                                       | o                                                                       |
| Kalvillartiger Winterrosenapfel | Siehe: Danziger Kantapfel                                             | Siehe: Danziger Kantapfel                                             | Siehe: Danziger Kantapfel                                                    | Siehe: Danziger Kantapfel                                             | Siehe: Danziger Kantapfel                                               |
| Kammählchesapfel |                                                                       |                                                                       |                                                                              |                                                                       | o                                                                       |
| Kampaner | Siehe: Api                                                            | Siehe: Api                                                            | Siehe: Api                                                                   | Siehe: Api                                                            | Siehe: Api                                                              |
| Kampänerli | Siehe: Api                                                            | Siehe: Api                                                            | Siehe: Api                                                                   | Siehe: Api                                                            | Siehe: Api                                                              |
| Kanadarenette (oder: Große Englische Renette, Holländische Renette, Kaiserrenette, Lederrenette, Murer Reinette, Pariser Ramburrenette, Reinette De Caen, Reinette Du Canada, Sternrenette, Weiberrenette) |                                                                       | Zufallssämling                                                        | 1771 in Frankreich erstmals beschrieben                                      |                                                                       | a, d, e, f, g (S. 259), h (Nr. 589, S. 652 sowie Nr. 325, S. 363), j, o |
| Kandil Kitaika |                                                                       |                                                                       |                                                                              |                                                                       | e                                                                       |
| Kandil Sinap (oder: Kantil Sinap) |                                                                       |                                                                       |                                                                              |                                                                       | a, d, f, g (S. 230), j, o, p (S. 434)                                   |
| Kandilé |                                                                       |                                                                       |                                                                              |                                                                       | f, g (S. 230)                                                           |
| Kangasalan Talvi |                                                                       |                                                                       |                                                                              |                                                                       | o                                                                       |
| Kaniker |                                                                       |                                                                       |                                                                              |                                                                       |                                                                         |
| Kanki |                                                                       |                                                                       |                                                                              |                                                                       | e                                                                       |
| Kansas |                                                                       |                                                                       |                                                                              |                                                                       | e                                                                       |
| Kansas K 14 |                                                                       |                                                                       |                                                                              |                                                                       | e                                                                       |
| Kansas Keeper |                                                                       |                                                                       |                                                                              |                                                                       |                                                                         |
| Kansas Queen |                                                                       |                                                                       |                                                                              |                                                                       |                                                                         |
| Kantapfel | Siehe: Danziger Kantapfel                                             | Siehe: Danziger Kantapfel                                             | Siehe: Danziger Kantapfel                                                    | Siehe: Danziger Kantapfel                                             | Siehe: Danziger Kantapfel                                               |
| Kantil Sinap | Siehe: Kandil Sinap                                                   | Siehe: Kandil Sinap                                                   | Siehe: Kandil Sinap                                                          | Siehe: Kandil Sinap                                                   | Siehe: Kandil Sinap                                                     |
| Kanzi | Siehe: Nicoter                                                        | Siehe: Nicoter                                                        | Siehe: Nicoter                                                               | Siehe: Nicoter                                                        | Siehe: Nicoter                                                          |
| Kapai Red Jonathan |                                                                       |                                                                       |                                                                              |                                                                       | f                                                                       |
| Kapuziner | Siehe: Champagnerrenette                                              | Siehe: Champagnerrenette                                              | Siehe: Champagnerrenette                                                     | Siehe: Champagnerrenette                                              | Siehe: Champagnerrenette                                                |
| Kapuziner Renette |                                                                       |                                                                       |                                                                              |                                                                       | h (Nr. 576, S. 637)                                                     |
| Kapuzinerapfel Von Tournay |                                                                       |                                                                       |                                                                              |                                                                       | h (Nr. 258, S. 289)                                                     |
| Karastojanka (oder: Karastoyanka) |                                                                       |                                                                       |                                                                              |                                                                       | e, f, g (S. 230)                                                        |
| Karastoyanka | Siehe: Karastojanka                                                   | Siehe: Karastojanka                                                   | Siehe: Karastojanka                                                          | Siehe: Karastojanka                                                   | Siehe: Karastojanka                                                     |
| Kardinal | Siehe: Geflammter Kardinal                                            | Siehe: Geflammter Kardinal                                            | Siehe: Geflammter Kardinal                                                   | Siehe: Geflammter Kardinal                                            | Siehe: Geflammter Kardinal                                              |
| Kardinal Bea |                                                                       | Zufallssämling                                                        | Um 1930 im Garten des Noviziats Neuhausen auf den Fildern, Baden-Württemberg |                                                                       | e, j, o                                                                 |
| Kardinal Graf Galen |                                                                       |                                                                       |                                                                              | Beschreibung                                                          | o                                                                       |
| Kardinalprinz | Siehe: Schmalzprinz                                                   | Siehe: Schmalzprinz                                                   | Siehe: Schmalzprinz                                                          | Siehe: Schmalzprinz                                                   | Siehe: Schmalzprinz                                                     |
| Karin Schneider (oder: Ingrid Marie Typ Karin Schneider, Red Ingrid Marie, Rote Ingrid Marie) |                                                                       | Mutante von Ingrid Marie                                              |                                                                              |                                                                       | a, f, g (S. 230), j                                                     |
| Karina |                                                                       |                                                                       |                                                                              |                                                                       | f                                                                       |
| Karinable |                                                                       |                                                                       |                                                                              |                                                                       | f, g (S. 230)                                                           |
| Karl Peters |                                                                       |                                                                       |                                                                              |                                                                       |                                                                         |
| Karl Ross | Siehe: Charles Ross                                                   | Siehe: Charles Ross                                                   | Siehe: Charles Ross                                                          | Siehe: Charles Ross                                                   | Siehe: Charles Ross                                                     |
| Karmeliterrenette (oder: Carmeliter-Reinette, Carmeliter-Renette, Forellen-Renette, Forellenrenette, Getüpfelte Renette, Glace Rouge, Grüne Renette, Lange Rot Gestreifte Grüne Reinette, Lange Rotgestreifte Renette, Ludwigsburger Renette, Möriker, Reinette Des Carmes, Reinette Rousse, Reinette Truite) |                                                                       |                                                                       | Vor 1667 in Frankreich                                                       | Beschreibung                                                          | a, h (Nr. 451, S. 503), j, o, r (S. 58)                                 |
| Karmen |                                                                       |                                                                       |                                                                              |                                                                       | f, g (S. 230)                                                           |
| Karmijn | Siehe: Karmijn De Sonnaville                                          | Siehe: Karmijn De Sonnaville                                          | Siehe: Karmijn De Sonnaville                                                 | Siehe: Karmijn De Sonnaville                                          | Siehe: Karmijn De Sonnaville                                            |
| Karmijn De Sonnaville (oder: Karmijn) |                                                                       | Cox Orange × Jonathan oder Schöner aus Boskoop                        | 1949 in Wageningen, Niederlande                                              |                                                                       | a, c, d, f, g (S. 230), j, o                                            |
| Karmína |                                                                       |                                                                       |                                                                              |                                                                       | o                                                                       |
| Karneval |                                                                       | Vanda × Cripps Pink (Pink Lady)                                       |                                                                              |                                                                       | o                                                                       |
| Karolka | Siehe: Corolca                                                        | Siehe: Corolca                                                        | Siehe: Corolca                                                               | Siehe: Corolca                                                        | Siehe: Corolca                                                          |
| Karthäuser | Siehe: Weißer Taffetapfel                                             | Siehe: Weißer Taffetapfel                                             | Siehe: Weißer Taffetapfel                                                    | Siehe: Weißer Taffetapfel                                             | Siehe: Weißer Taffetapfel                                               |
| Karthäuser Reinette | Siehe: Carthäuser Reinette                                            | Siehe: Carthäuser Reinette                                            | Siehe: Carthäuser Reinette                                                   | Siehe: Carthäuser Reinette                                            | Siehe: Carthäuser Reinette                                              |
| Käsapfel | Siehe: Champagnerrenette, Königlicher Kurzstiel                       | Siehe: Champagnerrenette, Königlicher Kurzstiel                       | Siehe: Champagnerrenette, Königlicher Kurzstiel                              | Siehe: Champagnerrenette, Königlicher Kurzstiel                       | Siehe: Champagnerrenette, Königlicher Kurzstiel                         |
| Kaschaker |                                                                       |                                                                       |                                                                              |                                                                       | j                                                                       |
| Kaspersgärtler |                                                                       |                                                                       | in Frasnacht TG, Schweiz                                                     |                                                                       | o                                                                       |
| Kasseler Gelbe Renette |                                                                       |                                                                       |                                                                              |                                                                       | h (Nr. 365, S. 412)                                                     |
| Kasseler Renette (oder: Christs Goldrenette, Deutsche Goldrenette, Dutch Mignon, Echte Kasseler Renette, Gestreifter Würzapfel, Goldströmling, Holländische Goldrenette, Kronenrenette, Paternosterapfel) |                                                                       | Zufallssämling                                                        |                                                                              | Beschreibung                                                          | j, o                                                                    |
| Kasseris Reinette |                                                                       |                                                                       |                                                                              |                                                                       | e                                                                       |
| Kastanienluiken |                                                                       |                                                                       |                                                                              |                                                                       | j, o                                                                    |
| Katja (oder: Katy) |                                                                       | James Grieve x Worcester Pearmain                                     | 1947 in Schweden                                                             |                                                                       | a, c, e, f, g (S. 230), j, o                                            |
| Katja Balsgaard |                                                                       |                                                                       |                                                                              |                                                                       | o                                                                       |
| Katka |                                                                       | Jolana x Rubin                                                        | 1990 in der Tschechoslowakei                                                 |                                                                       |                                                                         |
| Katy | Siehe: Katja                                                          | Siehe: Katja                                                          | Siehe: Katja                                                                 | Siehe: Katja                                                          | Siehe: Katja                                                            |
| Katya |                                                                       |                                                                       |                                                                              |                                                                       | a                                                                       |
| Kavlås |                                                                       |                                                                       |                                                                              |                                                                       |                                                                         |
| Kay |                                                                       |                                                                       |                                                                              |                                                                       |                                                                         |
| Keddlestone Pepping |                                                                       |                                                                       |                                                                              |                                                                       | o                                                                       |
| Keed's Cottage |                                                                       |                                                                       |                                                                              |                                                                       | f, g (S. 230)                                                           |
| Keeper |                                                                       |                                                                       |                                                                              |                                                                       |                                                                         |
| Keepsake |                                                                       |                                                                       |                                                                              |                                                                       | a, d, e                                                                 |
| Keiing |                                                                       |                                                                       |                                                                              |                                                                       | o                                                                       |
| Kellerapfel | Siehe: Roter Augustiner                                               | Siehe: Roter Augustiner                                               | Siehe: Roter Augustiner                                                      | Siehe: Roter Augustiner                                               | Siehe: Roter Augustiner                                                 |
| Kelsterbacher Roter | Siehe: Berliner Schafnase                                             | Siehe: Berliner Schafnase                                             | Siehe: Berliner Schafnase                                                    | Siehe: Berliner Schafnase                                             | Siehe: Berliner Schafnase                                               |
| Kemp |                                                                       |                                                                       |                                                                              |                                                                       | f, g (S. 230)                                                           |
| Kempe's Orange | Siehe: Cox Orange                                                     | Siehe: Cox Orange                                                     | Siehe: Cox Orange                                                            | Siehe: Cox Orange                                                     | Siehe: Cox Orange                                                       |
| Kemp's Orange | Siehe: Cox Orange                                                     | Siehe: Cox Orange                                                     | Siehe: Cox Orange                                                            | Siehe: Cox Orange                                                     | Siehe: Cox Orange                                                       |
| Kempster's Pippin | Siehe: Blenheim                                                       | Siehe: Blenheim                                                       | Siehe: Blenheim                                                              | Siehe: Blenheim                                                       | Siehe: Blenheim                                                         |
| Kendall |                                                                       |                                                                       |                                                                              |                                                                       | e, f, g (S. 230), j                                                     |
| Kenneth |                                                                       |                                                                       |                                                                              |                                                                       | f, g (S. 230)                                                           |
| Kent | Siehe: Malling Kent                                                   | Siehe: Malling Kent                                                   | Siehe: Malling Kent                                                          | Siehe: Malling Kent                                                   | Siehe: Malling Kent                                                     |
| Kent Beauty |                                                                       |                                                                       |                                                                              |                                                                       |                                                                         |
| Kentemans Apfel | Siehe: Brabanter Bellefleur                                           | Siehe: Brabanter Bellefleur                                           | Siehe: Brabanter Bellefleur                                                  | Siehe: Brabanter Bellefleur                                           | Siehe: Brabanter Bellefleur                                             |
| Kenteman's Appel | Siehe: Brabanter Bellefleur                                           | Siehe: Brabanter Bellefleur                                           | Siehe: Brabanter Bellefleur                                                  | Siehe: Brabanter Bellefleur                                           | Siehe: Brabanter Bellefleur                                             |
| Kentischer Küchenapfel |                                                                       |                                                                       |                                                                              |                                                                       | h (Nr. 54, S. 62)                                                       |
| Kentish Fillbasket | Siehe: Weißer Kentischer Pepping                                      | Siehe: Weißer Kentischer Pepping                                      | Siehe: Weißer Kentischer Pepping                                             | Siehe: Weißer Kentischer Pepping                                      | Siehe: Weißer Kentischer Pepping                                        |
| Kentish Quarrenden |                                                                       |                                                                       |                                                                              |                                                                       | f                                                                       |
| Kentucky Crab |                                                                       |                                                                       |                                                                              | Holzapfelsorte                                                        |                                                                         |
| Kentucky Long Stem |                                                                       |                                                                       |                                                                              |                                                                       |                                                                         |
| Kentucky Red |                                                                       |                                                                       |                                                                              |                                                                       |                                                                         |
| Kentucky Red Streak |                                                                       |                                                                       |                                                                              |                                                                       | f                                                                       |
| Kercsi Muskotaly (oder: Keresi Muskotaly) |                                                                       |                                                                       |                                                                              |                                                                       | f                                                                       |
| Keresi Muskotaly | Siehe: Kercsi Muskotaly                                               | Siehe: Kercsi Muskotaly                                               | Siehe: Kercsi Muskotaly                                                      | Siehe: Kercsi Muskotaly                                               | Siehe: Kercsi Muskotaly                                                 |
| Kermerrien |                                                                       |                                                                       |                                                                              | Herstellung von Cidre                                                 |                                                                         |
| Kernacher |                                                                       |                                                                       |                                                                              |                                                                       | o                                                                       |
| Kernel Of Bunyard | Siehe: Improved Ashmead's Kernel                                      | Siehe: Improved Ashmead's Kernel                                      | Siehe: Improved Ashmead's Kernel                                             | Siehe: Improved Ashmead's Kernel                                      | Siehe: Improved Ashmead's Kernel                                        |
| Kernrosenapfel | Siehe: Rosenapfel Von Schönbuch                                       | Siehe: Rosenapfel Von Schönbuch                                       | Siehe: Rosenapfel Von Schönbuch                                              | Siehe: Rosenapfel Von Schönbuch                                       | Siehe: Rosenapfel Von Schönbuch                                         |
| Kerr |                                                                       |                                                                       |                                                                              |                                                                       | e                                                                       |
| Kerry Pepping (oder: Kerry Pippin, Gibb's Golden Gage) |                                                                       |                                                                       | um 1802 (dokumentiert) in County Antrim, Nordirland                          | Beschreibung                                                          | a, c, f, o                                                              |
| Kerry Pippin | Siehe: Kerry Pepping                                                  | Siehe: Kerry Pepping                                                  | Siehe: Kerry Pepping                                                         | Siehe: Kerry Pepping                                                  | Siehe: Kerry Pepping                                                    |
| Kestrel |                                                                       |                                                                       |                                                                              |                                                                       | e                                                                       |
| Kesäter |                                                                       |                                                                       | 19. Jahrhundert, Gut Kesätter, Södermanland, Schweden                        | Züchter: Olof Eneroth                                                 |                                                                         |
| Kesseltaler Streifling |                                                                       |                                                                       |                                                                              |                                                                       | o                                                                       |
| Keswick | Siehe: Keswicker Küchenapfel                                          | Siehe: Keswicker Küchenapfel                                          | Siehe: Keswicker Küchenapfel                                                 | Siehe: Keswicker Küchenapfel                                          | Siehe: Keswicker Küchenapfel                                            |
| Keswick Codlin | Siehe: Keswicker Küchenapfel                                          | Siehe: Keswicker Küchenapfel                                          | Siehe: Keswicker Küchenapfel                                                 | Siehe: Keswicker Küchenapfel                                          | Siehe: Keswicker Küchenapfel                                            |
| Keswicker Küchenapfel (oder: Keswick, Keswick Codlin) |                                                                       |                                                                       |                                                                              |                                                                       | a, e, f, h (Nr. 55, S. 63), j, l (S. 13), o                             |
| Keuleman (oder: Gueule De Mouton, Schafsnase) |                                                                       |                                                                       |                                                                              | Beschreibung                                                          | e                                                                       |
| Keulemans | Siehe: Brabanter Bellefleur                                           | Siehe: Brabanter Bellefleur                                           | Siehe: Brabanter Bellefleur                                                  | Siehe: Brabanter Bellefleur                                           | Siehe: Brabanter Bellefleur                                             |
| Kew's Admirable | Siehe: Köstlicher Von Kew                                             | Siehe: Köstlicher Von Kew                                             | Siehe: Köstlicher Von Kew                                                    | Siehe: Köstlicher Von Kew                                             | Siehe: Köstlicher Von Kew                                               |
| Khoroshavka Alaya |                                                                       |                                                                       |                                                                              |                                                                       | f                                                                       |
| Kickacher Sämling |                                                                       |                                                                       |                                                                              |                                                                       |                                                                         |
| Kidd's Orange | Siehe: Kidd's Orange Red                                              | Siehe: Kidd's Orange Red                                              | Siehe: Kidd's Orange Red                                                     | Siehe: Kidd's Orange Red                                              | Siehe: Kidd's Orange Red                                                |
| Kidd's Orange Red (oder: Delco, Kidd's Orange) |                                                                       | Cox Orange × Red Delicious                                            | 1924 in Neuseeland                                                           | Züchter: James Hutton Kidd                                            | a, c, d, e, f, j, o                                                     |
| Kienlesapfel |                                                                       |                                                                       |                                                                              |                                                                       | h (Nr. 593, S. 660)                                                     |
| Kikker | Siehe: Goldrenette Römischer Kikker                                   | Siehe: Goldrenette Römischer Kikker                                   | Siehe: Goldrenette Römischer Kikker                                          | Siehe: Goldrenette Römischer Kikker                                   | Siehe: Goldrenette Römischer Kikker                                     |
| Kiku (oder: Kiku Brak) |                                                                       | Clubsorte des Fujiapfels                                              | 1990 Japan                                                                   |                                                                       | a                                                                       |
| Kiku Brak | Siehe: Kiku                                                           | Siehe: Kiku                                                           | Siehe: Kiku                                                                  | Siehe: Kiku                                                           | Siehe: Kiku                                                             |
| Kilbs Weinapfel |                                                                       |                                                                       |                                                                              |                                                                       | p (S. 436)                                                              |
| Kile |                                                                       |                                                                       |                                                                              |                                                                       | f                                                                       |
| Kilkenny Pearmain |                                                                       |                                                                       |                                                                              |                                                                       | f                                                                       |
| Kim |                                                                       |                                                                       |                                                                              |                                                                       | f                                                                       |
| Kimball Mcintosh (oder: Mcintosh Kimball) |                                                                       | Mcintosh × unbekannt                                                  |                                                                              |                                                                       | f                                                                       |
| Kindsbacher Apfel | Siehe: Herrgottsapfel                                                 | Siehe: Herrgottsapfel                                                 | Siehe: Herrgottsapfel                                                        | Siehe: Herrgottsapfel                                                 | Siehe: Herrgottsapfel                                                   |
| King |                                                                       |                                                                       | in den USA                                                                   |                                                                       | c                                                                       |
| King Albert |                                                                       |                                                                       |                                                                              |                                                                       | f                                                                       |
| King Byerd |                                                                       |                                                                       |                                                                              |                                                                       | f                                                                       |
| King Charles Pearmain |                                                                       |                                                                       |                                                                              |                                                                       | a, f                                                                    |
| King Coffee |                                                                       |                                                                       |                                                                              |                                                                       | f                                                                       |
| King Cole |                                                                       |                                                                       |                                                                              |                                                                       | a, f                                                                    |
| King Cox |                                                                       | Mutation von Cox Orange                                               |                                                                              |                                                                       | f                                                                       |
| King David |                                                                       |                                                                       |                                                                              |                                                                       | a, d, f, j                                                              |
| King Edward Vii | Siehe: Eduard Vii                                                     | Siehe: Eduard Vii                                                     | Siehe: Eduard Vii                                                            | Siehe: Eduard Vii                                                     | Siehe: Eduard Vii                                                       |
| King George V |                                                                       | Cox Orange × Unbekannt                                                |                                                                              |                                                                       | f, o                                                                    |
| King Harry |                                                                       |                                                                       |                                                                              |                                                                       | e                                                                       |
| King Jonagold |                                                                       | Sport von Jonagold                                                    |                                                                              |                                                                       | f                                                                       |
| King Luscious |                                                                       |                                                                       |                                                                              |                                                                       | a                                                                       |
| King Of Pippins | Siehe: Goldparmäne                                                    | Siehe: Goldparmäne                                                    | Siehe: Goldparmäne                                                           | Siehe: Goldparmäne                                                    | Siehe: Goldparmäne                                                      |
| King Of The Pippins | Siehe: Goldparmäne                                                    | Siehe: Goldparmäne                                                    | Siehe: Goldparmäne                                                           | Siehe: Goldparmäne                                                    | Siehe: Goldparmäne                                                      |
| King Of Tompkins | Siehe: Tompkins King                                                  | Siehe: Tompkins King                                                  | Siehe: Tompkins King                                                         | Siehe: Tompkins King                                                  | Siehe: Tompkins King                                                    |
| King Of Tompkins County | Siehe: Goldparmäne                                                    | Siehe: Goldparmäne                                                    | Siehe: Goldparmäne                                                           | Siehe: Goldparmäne                                                    | Siehe: Goldparmäne                                                      |
| King Philipp | Siehe: Jonathan                                                       | Siehe: Jonathan                                                       | Siehe: Jonathan                                                              | Siehe: Jonathan                                                       | Siehe: Jonathan                                                         |
| King Russet |                                                                       |                                                                       | in UK                                                                        |                                                                       | c, f                                                                    |
| King's Acre Bountiful |                                                                       |                                                                       |                                                                              |                                                                       | f                                                                       |
| King's Acre Pippin |                                                                       |                                                                       |                                                                              |                                                                       | a, f, o                                                                 |
| Kingston Black |                                                                       |                                                                       | Spätes 19. Jahrhundert bei Taunton, Somerset, England                        |                                                                       | a, c, e, f                                                              |
| Kinkead Red Spy |                                                                       |                                                                       |                                                                              |                                                                       | f                                                                       |
| Kinnard |                                                                       |                                                                       |                                                                              |                                                                       |                                                                         |
| Kinrei |                                                                       | Siehe: Kinsei                                                         |                                                                              |                                                                       | f                                                                       |
| Kinsei |                                                                       | Golden Delicious Von Kokko                                            | 1972 in Aomori, Japan                                                        |                                                                       | a, e                                                                    |
| Kirchmessapfel (oder: Kirchweihapfel) |                                                                       |                                                                       |                                                                              |                                                                       | h (Nr. 634, S. 702), j                                                  |
| Kirchweihapfel | Siehe: Kirchmessapfel                                                 | Siehe: Kirchmessapfel                                                 | Siehe: Kirchmessapfel                                                        | Siehe: Kirchmessapfel                                                 | Siehe: Kirchmessapfel                                                   |
| Kirke's Lord Nelson | Siehe: Kirkes Nelson                                                  | Siehe: Kirkes Nelson                                                  | Siehe: Kirkes Nelson                                                         | Siehe: Kirkes Nelson                                                  | Siehe: Kirkes Nelson                                                    |
| Kirkes Nelson (oder: Lord Nelson, Kirke's Lord Nelson) |                                                                       |                                                                       |                                                                              |                                                                       | f, h (Nr. 527, S. 584)                                                  |
| Kirkes Schöner Rambour (oder: Hollandbury) |                                                                       |                                                                       |                                                                              |                                                                       | f, h (Nr. 279, S. 311)                                                  |
| Kirschweinling |                                                                       |                                                                       |                                                                              |                                                                       | j                                                                       |
| Kirton Pippin |                                                                       |                                                                       |                                                                              |                                                                       | a                                                                       |
| Kis Erno Tabornok |                                                                       |                                                                       |                                                                              |                                                                       | f                                                                       |
| Kissabel Jaune |                                                                       |                                                                       | International Fruit Obtention (IFO) 2017                                     | rotes Fruchtfleisch                                                   |                                                                         |
| Kissabel Orange (oder: Y 101) |                                                                       |                                                                       | International Fruit Obtention (IFO) 2017                                     |                                                                       |                                                                         |
| Kissabel Rouge (oder: R 201) |                                                                       |                                                                       | International Fruit Obtention (IFO) 2017                                     | rotes Fruchtfleisch                                                   |                                                                         |
| Kitchovka |                                                                       |                                                                       |                                                                              |                                                                       | f                                                                       |
| Kittagaskee |                                                                       |                                                                       |                                                                              |                                                                       |                                                                         |
| Kizil Alma 826 |                                                                       |                                                                       |                                                                              |                                                                       | e                                                                       |
| Klapperapfel |                                                                       |                                                                       |                                                                              |                                                                       | j, o                                                                    |
| Klarapfel | Siehe: Weißer Klarapfel                                               | Siehe: Weißer Klarapfel                                               | Siehe: Weißer Klarapfel                                                      | Siehe: Weißer Klarapfel                                               | Siehe: Weißer Klarapfel                                                 |
| Klausdorfer Häger |                                                                       |                                                                       | Klausdorf (Schwentinental), um 1910                                          |                                                                       | o                                                                       |
| Klehmii |                                                                       |                                                                       |                                                                              |                                                                       | e                                                                       |
| Kleine Belle-Fleur | Siehe: Brabanter Bellefleur                                           | Siehe: Brabanter Bellefleur                                           | Siehe: Brabanter Bellefleur                                                  | Siehe: Brabanter Bellefleur                                           | Siehe: Brabanter Bellefleur                                             |
| Kleine Graue Renette | Siehe: Carpentin                                                      | Siehe: Carpentin                                                      | Siehe: Carpentin                                                             | Siehe: Carpentin                                                      | Siehe: Carpentin                                                        |
| Kleine Kasseler Renette |                                                                       |                                                                       |                                                                              | Beschreibung                                                          | o                                                                       |
| Kleine Weinrenette | Siehe: Carpentin                                                      | Siehe: Carpentin                                                      | Siehe: Carpentin                                                             | Siehe: Carpentin                                                      | Siehe: Carpentin                                                        |
| Kleine Zartschalige Renette |                                                                       |                                                                       |                                                                              |                                                                       | h (Nr. 358, S. 405), p (S. 437)                                         |
| Kleiner Anhalter |                                                                       |                                                                       |                                                                              |                                                                       | p (S. 438)                                                              |
| Kleiner Api | Siehe: Api Petit                                                      | Siehe: Api Petit                                                      | Siehe: Api Petit                                                             | Siehe: Api Petit                                                      | Siehe: Api Petit                                                        |
| Kleiner Bohnapfel |                                                                       |                                                                       |                                                                              |                                                                       | h (Nr. 610, S. 677)                                                     |
| Kleiner Brabanter | Siehe: Brabanter Bellefleur                                           | Siehe: Brabanter Bellefleur                                           | Siehe: Brabanter Bellefleur                                                  | Siehe: Brabanter Bellefleur                                           | Siehe: Brabanter Bellefleur                                             |
| Kleiner Brabanter Belle-Fleur | Siehe: Brabanter Bellefleur                                           | Siehe: Brabanter Bellefleur                                           | Siehe: Brabanter Bellefleur                                                  | Siehe: Brabanter Bellefleur                                           | Siehe: Brabanter Bellefleur                                             |
| Kleiner Favoritapfel |                                                                       |                                                                       |                                                                              |                                                                       | h (Nr. 192, S. 213)                                                     |
| Kleiner Fleiner (oder: Fleiner Petit, Glasfleiner) |                                                                       |                                                                       | vor 1794                                                                     |                                                                       | h (Nr. 648, S. 720), j, o, p (S. 439)                                   |
| Kleiner Herrenapfel | Siehe: Drüwken                                                        | Siehe: Drüwken                                                        | Siehe: Drüwken                                                               | Siehe: Drüwken                                                        | Siehe: Drüwken                                                          |
| Kleiner Langstiel (oder: Blauschwanz) |                                                                       |                                                                       |                                                                              |                                                                       | h (Nr. 669, S. 745), j, o                                               |
| Kleiner Mauerapfel |                                                                       |                                                                       |                                                                              |                                                                       | p (S. 440)                                                              |
| Kleiner Melonenapfel |                                                                       |                                                                       |                                                                              |                                                                       | o                                                                       |
| Kleiner Neutzerling |                                                                       |                                                                       |                                                                              |                                                                       | p (S. 441)                                                              |
| Kleiner Stein-Pepping |                                                                       |                                                                       |                                                                              |                                                                       | h (Nr. 443, S. 495), o                                                  |
| Kleiner Süßer |                                                                       |                                                                       |                                                                              |                                                                       |                                                                         |
| Kleiner Weinapfel | Siehe: Thurgauer Weinapfel                                            | Siehe: Thurgauer Weinapfel                                            | Siehe: Thurgauer Weinapfel                                                   | Siehe: Thurgauer Weinapfel                                            | Siehe: Thurgauer Weinapfel                                              |
| Klickitat |                                                                       |                                                                       |                                                                              |                                                                       |                                                                         |
| Klöcher Maschkanzker |                                                                       |                                                                       |                                                                              |                                                                       | o                                                                       |
| Kloppenheimer Matapfel | Siehe: Kloppenheimer Streifling                                       | Siehe: Kloppenheimer Streifling                                       | Siehe: Kloppenheimer Streifling                                              | Siehe: Kloppenheimer Streifling                                       | Siehe: Kloppenheimer Streifling                                         |
| Kloppenheimer Streifling (oder: Benders Süßapfel, Kloppenheimer Matapfel) |                                                                       |                                                                       |                                                                              | Hessische Lokalsorte 2007                                             | h (Nr. 599, S. 666), j, o, p (S. 442)                                   |
| Klosterapfel | Siehe: Roter Eiserapfel                                               | Siehe: Roter Eiserapfel                                               | Siehe: Roter Eiserapfel                                                      | Siehe: Roter Eiserapfel                                               | Siehe: Roter Eiserapfel                                                 |
| Klosterrambur | Siehe: Lohrer Rambur                                                  | Siehe: Lohrer Rambur                                                  | Siehe: Lohrer Rambur                                                         | Siehe: Lohrer Rambur                                                  | Siehe: Lohrer Rambur                                                    |
| Klunster |                                                                       |                                                                       |                                                                              |                                                                       | f                                                                       |
| Klusterapfel | Siehe: Drüwken                                                        | Siehe: Drüwken                                                        | Siehe: Drüwken                                                               | Siehe: Drüwken                                                        | Siehe: Drüwken                                                          |
| Knäckerla |                                                                       |                                                                       |                                                                              |                                                                       | j, o                                                                    |
| Knackrenette |                                                                       |                                                                       |                                                                              |                                                                       | o                                                                       |
| Knebusch |                                                                       |                                                                       |                                                                              |                                                                       | j, o                                                                    |
| Knobbed Russet |                                                                       |                                                                       | 1819 in Sussex, England                                                      |                                                                       | a, c                                                                    |
| Knobby Russet |                                                                       |                                                                       |                                                                              |                                                                       | f                                                                       |
| Knottenbelt Red |                                                                       |                                                                       |                                                                              |                                                                       | e                                                                       |
| Knucheler |                                                                       |                                                                       |                                                                              |                                                                       | o                                                                       |
| Knysche | Siehe: Edelrambour Von Winniza                                        | Siehe: Edelrambour Von Winniza                                        | Siehe: Edelrambour Von Winniza                                               | Siehe: Edelrambour Von Winniza                                        | Siehe: Edelrambour Von Winniza                                          |
| Kobendza |                                                                       |                                                                       |                                                                              |                                                                       | e                                                                       |
| Kobertsapfel |                                                                       |                                                                       |                                                                              |                                                                       | o                                                                       |
| Kohlapfel | Siehe: Brauner Matapfel, Roter Eiserapfel, Seestermüher Zitronenapfel | Siehe: Brauner Matapfel, Roter Eiserapfel, Seestermüher Zitronenapfel | Siehe: Brauner Matapfel, Roter Eiserapfel, Seestermüher Zitronenapfel        | Siehe: Brauner Matapfel, Roter Eiserapfel, Seestermüher Zitronenapfel | Siehe: Brauner Matapfel, Roter Eiserapfel, Seestermüher Zitronenapfel   |
| Kohlenbacher |                                                                       |                                                                       |                                                                              |                                                                       | j                                                                       |
| Kohlhaas |                                                                       |                                                                       |                                                                              | Frucht rotfleischig                                                   |                                                                         |
| Kokko |                                                                       |                                                                       |                                                                              | Siehe: Ralls                                                          | e                                                                       |
| Kokko Strain 2 |                                                                       |                                                                       |                                                                              |                                                                       | e                                                                       |
| Koksa Pomaranczowa | Siehe: Cox Orange                                                     | Siehe: Cox Orange                                                     | Siehe: Cox Orange                                                            | Siehe: Cox Orange                                                     | Siehe: Cox Orange                                                       |
| Koksova Oranjeva Reneta | Siehe: Cox Orange                                                     | Siehe: Cox Orange                                                     | Siehe: Cox Orange                                                            | Siehe: Cox Orange                                                     | Siehe: Cox Orange                                                       |
| Kola |                                                                       |                                                                       |                                                                              |                                                                       | e                                                                       |
| Kolacara |                                                                       |                                                                       |                                                                              |                                                                       | f                                                                       |
| Kolbes Rambour-Renette |                                                                       |                                                                       |                                                                              |                                                                       | h (Nr. 324, S. 362)                                                     |
| Kolocara |                                                                       |                                                                       |                                                                              |                                                                       | e                                                                       |
| Koldenbüttler Mühlenapfel |                                                                       |                                                                       |                                                                              |                                                                       |                                                                         |
| König August Von Sachsen |                                                                       |                                                                       |                                                                              |                                                                       | p (S. 443)                                                              |
| Königin | Siehe: Königinapfel                                                   | Siehe: Königinapfel                                                   | Siehe: Königinapfel                                                          | Siehe: Königinapfel                                                   | Siehe: Königinapfel                                                     |
| Königin Der Obstgärten | Siehe: Luxemburger Renette                                            | Siehe: Luxemburger Renette                                            | Siehe: Luxemburger Renette                                                   | Siehe: Luxemburger Renette                                            | Siehe: Luxemburger Renette                                              |
| Königin Juliana |                                                                       | Cox Orange × Unbekannt                                                |                                                                              |                                                                       | e, f                                                                    |
| Königin Louisens Apfel (oder: Dronning Louise, Königin Luisensapfel) |                                                                       |                                                                       | Dänemark                                                                     |                                                                       | h (Nr. 639, S. 710), o                                                  |
| Königin Luisensapfel | Siehe: Königin Louisens Apfel                                         | Siehe: Königin Louisens Apfel                                         | Siehe: Königin Louisens Apfel                                                | Siehe: Königin Louisens Apfel                                         | Siehe: Königin Louisens Apfel                                           |
| Königin-Olga-Apfel |                                                                       |                                                                       |                                                                              | Beschreibung                                                          | h (Nr. 348, S. 392), o                                                  |
| Königin Sophienapfel (oder: Königin Sophiens Apfel, Reine Sophie) |                                                                       |                                                                       | England                                                                      | Beschreibung                                                          | f, g (S. 232), h (Nr. 400, S. 448), j, o, p (S. 444)                    |
| Königin Sophiens Apfel | Siehe: Königin Sophienapfel                                           | Siehe: Königin Sophienapfel                                           | Siehe: Königin Sophienapfel                                                  | Siehe: Königin Sophienapfel                                           | Siehe: Königin Sophienapfel                                             |
| Königinapfel (oder: Claimant, Drottningen, Engelskt Drottningäpple, Königin, Koroleva, Kralovnino, Queen, Reine, Saltmarsh's Queen) |                                                                       |                                                                       | 1858 bei W. Bull in Billericay, Essex.                                       | Beschreibung                                                          | f, g, j, o                                                              |
| Königlicher Edelapfel (oder: Franc Real, Französischer Königlicher Edelapfel) |                                                                       |                                                                       |                                                                              |                                                                       | h (Nr. 97, S. 111), l (S. 45)                                           |
| Königlicher Kurzstiel (oder: Belgischer Kurzstiel, Court Pendu, Käsapfel, Kurzstieler, Ringapfel, Rinkenapfel, Roter Kurzstiel, Wise Apple, Wollaton Pippin) |                                                                       |                                                                       | 1613 (erwähnt) in Frankreich                                                 | Beschreibung                                                          | a, c, e, f, g (S. 202), h (Nr. 543, S. 601), j, o, q (S. 24)            |
| Königlicher Roter Kurzstiel (oder: Court Pendu Rouge) |                                                                       |                                                                       |                                                                              |                                                                       | o                                                                       |
| Königlicher Russet |                                                                       |                                                                       |                                                                              |                                                                       | h (Nr. 592, S. 655)                                                     |
| Königlicher Streifling |                                                                       |                                                                       |                                                                              |                                                                       | h (Nr. 625, S. 693), o                                                  |
| Königs Fleiner (oder: Königsfleiner) |                                                                       |                                                                       |                                                                              |                                                                       | h (Nr. 647, S. 719), o                                                  |
| Königsapfel | Siehe: Harberts Renette                                               | Siehe: Harberts Renette                                               | Siehe: Harberts Renette                                                      | Siehe: Harberts Renette                                               | Siehe: Harberts Renette                                                 |
| Königsapfel Aus Jersey | Siehe: Königsapfel Von Jersey                                         | Siehe: Königsapfel Von Jersey                                         | Siehe: Königsapfel Von Jersey                                                | Siehe: Königsapfel Von Jersey                                         | Siehe: Königsapfel Von Jersey                                           |
| Königsapfel Von Jersey (oder: Königsapfel Aus Jersey) |                                                                       |                                                                       |                                                                              |                                                                       | h (Nr. 92, S. 106), j, o                                                |
| Königsfleiner | Siehe: Königs Fleiner                                                 | Siehe: Königs Fleiner                                                 | Siehe: Königs Fleiner                                                        | Siehe: Königs Fleiner                                                 | Siehe: Königs Fleiner                                                   |
| Königshandapfel |                                                                       |                                                                       |                                                                              |                                                                       | o                                                                       |
| Königskalvill |                                                                       |                                                                       |                                                                              |                                                                       | o                                                                       |
| Königsrenette | Siehe: Winter-Zitronenapfel                                           | Siehe: Winter-Zitronenapfel                                           | Siehe: Winter-Zitronenapfel                                                  | Siehe: Winter-Zitronenapfel                                           | Siehe: Winter-Zitronenapfel                                             |
| Konstanzer |                                                                       |                                                                       |                                                                              |                                                                       |                                                                         |
| Kontorapfel | Siehe: Geflammter Kardinal                                            | Siehe: Geflammter Kardinal                                            | Siehe: Geflammter Kardinal                                                   | Siehe: Geflammter Kardinal                                            | Siehe: Geflammter Kardinal                                              |
| Koolappel | Siehe: Brabanter Bellefleur                                           | Siehe: Brabanter Bellefleur                                           | Siehe: Brabanter Bellefleur                                                  | Siehe: Brabanter Bellefleur                                           | Siehe: Brabanter Bellefleur                                             |
| Kooroochiang |                                                                       |                                                                       |                                                                              |                                                                       |                                                                         |
| Korallenapfel | Siehe: Kaiser Alexander                                               | Siehe: Kaiser Alexander                                               | Siehe: Kaiser Alexander                                                      | Siehe: Kaiser Alexander                                               | Siehe: Kaiser Alexander                                                 |
| Korallo |                                                                       |                                                                       |                                                                              |                                                                       | e                                                                       |
| Korbacher Edelrenette |                                                                       |                                                                       |                                                                              |                                                                       | j, o                                                                    |
| Korber Sämling |                                                                       |                                                                       |                                                                              |                                                                       |                                                                         |
| Korbinians Apfel | Siehe: Korbiniansapfel                                                | Siehe: Korbiniansapfel                                                | Siehe: Korbiniansapfel                                                       | Siehe: Korbiniansapfel                                                | Siehe: Korbiniansapfel                                                  |
| Korbiniansapfel (oder: Korbinians Apfel, Kz-3) |                                                                       |                                                                       | Zwischen 1941 und 1945 im KZ Dachau. Züchter: Korbinian Aigner               |                                                                       | j, o                                                                    |
| Körchower Grand Richard | Siehe: Gelber Richard                                                 | Siehe: Gelber Richard                                                 | Siehe: Gelber Richard                                                        | Siehe: Gelber Richard                                                 | Siehe: Gelber Richard                                                   |
| Kordona |                                                                       |                                                                       |                                                                              |                                                                       |                                                                         |
| Korea |                                                                       |                                                                       |                                                                              |                                                                       | e                                                                       |
| Korea Wild Apple |                                                                       |                                                                       |                                                                              |                                                                       | e                                                                       |
| Korei |                                                                       |                                                                       |                                                                              |                                                                       | f, j                                                                    |
| Korichnoe Novae K 23938 |                                                                       |                                                                       |                                                                              |                                                                       | e                                                                       |
| Korichnoe polosatoe |                                                                       |                                                                       |                                                                              |                                                                       |                                                                         |
| Körler Edelapfel |                                                                       |                                                                       |                                                                              |                                                                       | j, o                                                                    |
| Kornapfel | Siehe: Weißer Klarapfel                                               | Siehe: Weißer Klarapfel                                               | Siehe: Weißer Klarapfel                                                      | Siehe: Weißer Klarapfel                                               | Siehe: Weißer Klarapfel                                                 |
| Kornicensis |                                                                       |                                                                       |                                                                              |                                                                       | e                                                                       |
| Korobovka |                                                                       |                                                                       |                                                                              |                                                                       | e, f                                                                    |
| Korocnoje Nowoje |                                                                       |                                                                       |                                                                              |                                                                       | o                                                                       |
| Koroleva | Siehe: Königinapfel                                                   | Siehe: Königinapfel                                                   | Siehe: Königinapfel                                                          | Siehe: Königinapfel                                                   | Siehe: Königinapfel                                                     |
| Kortegaard Cox |                                                                       | Mutation von Cox Orange                                               |                                                                              |                                                                       | f                                                                       |
| Kortessems Grijske |                                                                       |                                                                       |                                                                              |                                                                       | o                                                                       |
| Kosmonaut |                                                                       | Cox Orange × Unbekannt                                                |                                                                              |                                                                       | e, f                                                                    |
| Kossuth |                                                                       |                                                                       |                                                                              |                                                                       |                                                                         |
| Köstliche Renette Von Newtown |                                                                       |                                                                       |                                                                              |                                                                       | h (Nr. 395, S. 443)                                                     |
| Köstlicher Aus Kew | Siehe: Köstlicher Von Kew                                             | Siehe: Köstlicher Von Kew                                             | Siehe: Köstlicher Von Kew                                                    | Siehe: Köstlicher Von Kew                                             | Siehe: Köstlicher Von Kew                                               |
| Köstlicher König |                                                                       |                                                                       |                                                                              |                                                                       | o                                                                       |
| Köstlicher Langstiel |                                                                       |                                                                       |                                                                              |                                                                       | o                                                                       |
| Köstlicher Von Kew (oder: Kew's Admirable, Köstlicher Aus Kew) |                                                                       |                                                                       |                                                                              |                                                                       | h (Nr. 375, S. 423), o                                                  |
| Köstlichster |                                                                       |                                                                       |                                                                              |                                                                       | h (Nr. 209, S. 231)                                                     |
| Kosztela |                                                                       |                                                                       |                                                                              |                                                                       | o                                                                       |
| Kougetsu |                                                                       | Golden Delicious von Jonathan                                         | 1968 in Aomori, Japan                                                        |                                                                       | f                                                                       |
| Kouleman |                                                                       |                                                                       |                                                                              |                                                                       | e                                                                       |
| Kralovnino | Siehe: Königinapfel                                                   | Siehe: Königinapfel                                                   | Siehe: Königinapfel                                                          | Siehe: Königinapfel                                                   | Siehe: Königinapfel                                                     |
| Krasava |                                                                       |                                                                       |                                                                              |                                                                       | f                                                                       |
| Krasnyi Shtandart |                                                                       |                                                                       |                                                                              |                                                                       | f                                                                       |
| Kraus |                                                                       |                                                                       |                                                                              |                                                                       |                                                                         |
| Krautapfel | Siehe: Roter Stettiner                                                | Siehe: Roter Stettiner                                                | Siehe: Roter Stettiner                                                       | Siehe: Roter Stettiner                                                | Siehe: Roter Stettiner                                                  |
| Kräuter-Reinette | Siehe: Kräuter-Renette                                                | Siehe: Kräuter-Renette                                                | Siehe: Kräuter-Renette                                                       | Siehe: Kräuter-Renette                                                | Siehe: Kräuter-Renette                                                  |
| Kräuter-Renette |                                                                       |                                                                       |                                                                              |                                                                       | h (Nr. 461, S. 513), o, p (S. 445)                                      |
| Kräuterapfel |                                                                       |                                                                       |                                                                              |                                                                       | o                                                                       |
| Krautsander Boiken |                                                                       |                                                                       |                                                                              |                                                                       |                                                                         |
| Kressbronn | Siehe: Elstar Kressbronn                                              | Siehe: Elstar Kressbronn                                              | Siehe: Elstar Kressbronn                                                     | Siehe: Elstar Kressbronn                                              | Siehe: Elstar Kressbronn                                                |
| Krievu Rosmarins |                                                                       |                                                                       |                                                                              |                                                                       | e                                                                       |
| Krifteler Härtling |                                                                       |                                                                       |                                                                              |                                                                       | p (S. 446)                                                              |
| Krippele | Siehe: Api                                                            | Siehe: Api                                                            | Siehe: Api                                                                   | Siehe: Api                                                            | Siehe: Api                                                              |
| Kriwitzer Lachapfel | Siehe: Prinz Albrecht Von Preußen                                     | Siehe: Prinz Albrecht Von Preußen                                     | Siehe: Prinz Albrecht Von Preußen                                            | Siehe: Prinz Albrecht Von Preußen                                     | Siehe: Prinz Albrecht Von Preußen                                       |
| Kröfteler Streifling |                                                                       |                                                                       |                                                                              |                                                                       | p (S. 447)                                                              |
| Kronenrenette | Siehe: Kasseler Renette                                               | Siehe: Kasseler Renette                                               | Siehe: Kasseler Renette                                                      | Siehe: Kasseler Renette                                               | Siehe: Kasseler Renette                                                 |
| Kronprinz Rudolf (oder: Crown Prince Rudolph, Kronprinz Rudolf Von Österreich, Kronprinzer) |                                                                       | Zufallssämling                                                        | 1873 in der Steiermark entdeckt von Johann Klöckner                          | Benannt nach Rudolf von Österreich-Ungarn. Beschreibung               | e, f, g (S. 233), h (Nr. 478, S. 531), o, p (S. 448)                    |
| Kronprinz Rudolf Von Österreich | Siehe: Kronprinz Rudolf                                               | Siehe: Kronprinz Rudolf                                               | Siehe: Kronprinz Rudolf                                                      | Siehe: Kronprinz Rudolf                                               | Siehe: Kronprinz Rudolf                                                 |
| Kronprinzer | Siehe: Kronprinz Rudolf                                               | Siehe: Kronprinz Rudolf                                               | Siehe: Kronprinz Rudolf                                                      | Siehe: Kronprinz Rudolf                                               | Siehe: Kronprinz Rudolf                                                 |
| Kronprinzessinapfel |                                                                       |                                                                       |                                                                              |                                                                       | h (Nr. 683, S. 760)                                                     |
| Krügers Dickstiel | Siehe: Celler Dickstiel                                               | Siehe: Celler Dickstiel                                               | Siehe: Celler Dickstiel                                                      | Siehe: Celler Dickstiel                                               | Siehe: Celler Dickstiel                                                 |
| Krügers Goldrenette | Siehe: Celler Dickstiel                                               | Siehe: Celler Dickstiel                                               | Siehe: Celler Dickstiel                                                      | Siehe: Celler Dickstiel                                               | Siehe: Celler Dickstiel                                                 |
| Krumme Lore | Siehe: Lohrer Rambur                                                  | Siehe: Lohrer Rambur                                                  | Siehe: Lohrer Rambur                                                         | Siehe: Lohrer Rambur                                                  | Siehe: Lohrer Rambur                                                    |
| Krummer Hasenkopf |                                                                       |                                                                       |                                                                              |                                                                       | j                                                                       |
| Krummpeter |                                                                       |                                                                       |                                                                              |                                                                       |                                                                         |
| Krumstedter Paradies |                                                                       |                                                                       |                                                                              |                                                                       | j                                                                       |
| Krummstengel | Siehe: Pommerscher Krummstiel                                         | Siehe: Pommerscher Krummstiel                                         | Siehe: Pommerscher Krummstiel                                                | Siehe: Pommerscher Krummstiel                                         | Siehe: Pommerscher Krummstiel                                           |
| Krummstiel | Siehe: Pommerscher Krummstiel, Rheinischer Krummstiel                 | Siehe: Pommerscher Krummstiel, Rheinischer Krummstiel                 | Siehe: Pommerscher Krummstiel, Rheinischer Krummstiel                        | Siehe: Pommerscher Krummstiel, Rheinischer Krummstiel                 | Siehe: Pommerscher Krummstiel, Rheinischer Krummstiel                   |
| Krummstingel | Siehe: Rheinischer Krummstiel                                         | Siehe: Rheinischer Krummstiel                                         | Siehe: Rheinischer Krummstiel                                                | Siehe: Rheinischer Krummstiel                                         | Siehe: Rheinischer Krummstiel                                           |
| Kuchenapfel |                                                                       |                                                                       |                                                                              |                                                                       | o                                                                       |
| Kugelapfel |                                                                       |                                                                       |                                                                              |                                                                       | h (Nr. 655, S. 731), j, o                                               |
| Kuhländer Gulderling |                                                                       |                                                                       |                                                                              | Beschreibung                                                          | o                                                                       |
| Kuldzhinka Krupnoplodaya (oder: Kuldzhinka Krupnoplodnaya) |                                                                       |                                                                       |                                                                              |                                                                       | f                                                                       |
| Kuldzhinka Krupnoplodnaya | Siehe: Kuldzhinka Krupnoplodaya                                       | Siehe: Kuldzhinka Krupnoplodaya                                       | Siehe: Kuldzhinka Krupnoplodaya                                              | Siehe: Kuldzhinka Krupnoplodaya                                       | Siehe: Kuldzhinka Krupnoplodaya                                         |
| Kulon Kitaika |                                                                       |                                                                       |                                                                              |                                                                       | e                                                                       |
| Kumpfenapfel |                                                                       |                                                                       |                                                                              |                                                                       | j, o                                                                    |
| Kunzes Königsapfel |                                                                       |                                                                       |                                                                              |                                                                       | h (Nr. 232, S. 258)                                                     |
| Kupferschmiediker |                                                                       |                                                                       |                                                                              |                                                                       | o                                                                       |
| Kurmainzer Apfel |                                                                       |                                                                       |                                                                              |                                                                       | p (S. 450)                                                              |
| Kurosh Siberica |                                                                       |                                                                       |                                                                              |                                                                       | e                                                                       |
| Kurzcox |                                                                       |                                                                       |                                                                              |                                                                       | j                                                                       |
| Kurzstieler | Siehe: Königlicher Kurzstiel                                          | Siehe: Königlicher Kurzstiel                                          | Siehe: Königlicher Kurzstiel                                                 | Siehe: Königlicher Kurzstiel                                          | Siehe: Königlicher Kurzstiel                                            |
| Küsnachter |                                                                       |                                                                       |                                                                              |                                                                       | o                                                                       |
| Küttiger Dachapfel |                                                                       |                                                                       | 1815 in Küttigen, Schweiz                                                    |                                                                       | o                                                                       |
| Küttiger Jägerapfel |                                                                       |                                                                       |                                                                              |                                                                       | o                                                                       |
| Kyokko |                                                                       | Ralls von McIntosh (Apfel)                                            | 1948 in Aomori Japan                                                         |                                                                       | f                                                                       |
| Kz-3 | Siehe: Korbiniansapfel                                                | Siehe: Korbiniansapfel                                                | Siehe: Korbiniansapfel                                                       | Siehe: Korbiniansapfel                                                | Siehe: Korbiniansapfel                                                  |